# Klara Dan von Neumann
Klára (Klari) Dán Von Neumann (Budapeste, 18 de agosto de 1911 – San Diego, 10 de novembro de 1963) foi uma cientista húngara, com cidadania norte-americana, pioneira no campo da programação, responsável por escrever o software do MANIAC I.

## Vida pessoal
Nascida em Budapeste, em 1911, era filha de Károly Dán e Camila Stadler. Seu pai serviu como oficial no exército austro-húngaro, durante a Primeira Guerra Mundial e a família se mudou para Viena para escapar do governo de Bela Kun. Com o fim do regime, a família mudaria-se novamente. Era uma família de posses, o que deu a Klara a oportunidade de circular pelo meio social, conhecendo as mais variadas pessoas. Aos 14 anos, foi campeã de patinação artística, tendo ido estudar na Inglaterra pouco depois.
Klara casou-se quatro vezes. Depois de seu segundo divórcio, ela se casou com o famoso cientista húngaro da Universidade Princeton, John von Neumann, em 1938. Após a morte de John, ela se casou com o físico e oceanógrafo Carl Eckart, em 1958.

## Carreira
Klara foi uma das primeiras programadoras de computador da história. Ela ajudou a solucionar problemas matemáticos utilizando programação. Klara escreveu o código usado no MANIAC I, máquina criada por John von Neumann e Julian Bigelow, no Laboratório Nacional de Los Alamos. Foi também a responsável por desenvolver o design dos controles do ENIAC, tendo sido uma de suas primeiras programadoras.

## A previsão do tempo
Em abril de 1950, meteorologistas do Instituto de Estudos Avançados de Nova Jersey conseguiu, com sucesso, obter a primeira previsão do tempo, utilizando-se do ENIAC e técnicas numéricas de previsão. Foi uma previsão para apenas 24 horas que levou mais de 24 horas para ser calculada, mas os resultados foram positivos e marcaram o início da previsão do tempo como a conhecemos.
Klara, junto do marido von Neumann e seus colegas de Los Alamos, programaram o MANIAC para auxiliar nas pesquisas de fusão nuclear. O MANIAC era mais avançado que o ENIAC, pois era capaz de armazenar dados, o que alavancaria a previsão do tempo nos anos seguintes. Foi ela quem verificou o código final do MANIAC, mais de 100 mil cartões perfurados. Posteriormente, Klara ensinou aos primeiros meteorologistas a programar computadores para utilizar em previsões do tempo.
É de sua autoria o prefácio de Silliman Lectures, influente publicação da Universidade Yale.

## Morte
Klara morreu em 10 de novembro de 1963. Acredita-se que tenha sido suicídio.